# Francisco Chacón
Francisco Chacón (Morelia, 8 mei 1976) is een Mexicaans voetbalscheidsrechter. Hij is sinds 2009 aangesloten bij de wereldvoetbalbond FIFA. Ook leidt hij wedstrijden in de Mexicaanse nationale competitie en is hij een scheidsrechter bij de Noord-Amerikaanse voetbalbond.
Chacón leidde op 10 augustus 2003 zijn eerste wedstrijd in het betaald voetbal in de Apertura van de Primera División de Mexico tussen Cobras de Ciudad Juárez en Club León (1–0). Zijn meeste competitiewedstrijden in één jaargang leidde Chacón in de seizoenen 2010/11 en 2012/13: in die jaargangen werd hij aangesteld voor zesentwintig competitiewedstrijden, waaronder meerdere in de Liguilla aan het einde van het seizoen. Chacón floot op 23 februari 2011 zijn eerste wedstrijd in een internationaal clubtoernooi, de CONCACAF Champions League: de Mexicaanse kwartfinale tussen Deportivo Toluca en CF Monterrey eindigde in een 0–1 overwinning voor Monterrey (drie gele kaarten, één rode kaart).
Op 22 januari 2011 werd hij door de CONCACAF aangesteld voor zijn eerste interland: hij floot de vriendschappelijke interland tussen de Verenigde Staten en Chili (1–1). Chacón leidde op 7 juni 2011 zijn tweede interland, een groepsduel op de CONCACAF Gold Cup 2011 tussen Honduras en Guatemala. De wedstrijd eindigde in een doelpuntloos gelijkspel; twee voetballers van Guatemala werden in de tweede helft met twee gele kaarten van het veld gestuurd. Op 20 juni 2011 maakte de CONMEBOL, de Zuid-Amerikaanse voetbalconfederatie, bekend Chacón op te nemen in de arbitrale selectie voor de Copa América. Hij floot naast een groepswedstrijd en een kwartfinale ook de halve finale op 20 juli tussen Paraguay en Venezuela (0–0, 5–3 na strafschoppen); de Costa Ricaan Wálter Quesada werd aangewezen als vierde official. In de verlenging stuurde Chacón de Paraguayaan Jonathan Santana van het veld met een tweede gele kaart; enkele minuten eerder had hij Gerardo Martino, de bondscoach van Paraguay, naar de tribune gestuurd.

## Interlands
| Datum            | Wedstrijd                 | Uitslag | Competitie           | Kreeg geel | Kreeg voor de tweede keer geel en dus rood | Weggestuurd |
| ---------------- | ------------------------- | ------- | -------------------- | ---------- | ------------------------------------------ | ----------- |
| 22 januari 2011  | Verenigde Staten – Chili  | 1 – 1   | Vriendschappelijk    | 3          | 0                                          | 0           |
| 7 juni 2011      | Honduras – Guatemala      | 0 – 0   | CONCACAF Gold Cup    | 3          | 2                                          | 0           |
| 10 juli 2011     | Colombia – Bolivia        | 2 – 0   | Copa América         | 1          | 0                                          | 0           |
| 16 juli 2011     | Colombia – Peru           | 0 – 2   | Copa América         | 3          | 0                                          | 0           |
| 21 juli 2011     | Paraguay – Venezuela      | 0 – 0   | Copa América         | 2          | 1                                          | 0           |
| 25 januari 2012  | Panama – Verenigde Staten | 0 – 1   | Vriendschappelijk    | 3          | 0                                          | 1           |
| 6 februari 2013  | Panama – Costa Rica       | 2 – 2   | Kwalificatie WK 2014 | 3          | 0                                          | 0           |
| 4 september 2015 | Verenigde Staten – Peru   | 2 – 1   | Vriendschappelijk    | 2          | 0                                          | 0           |

## Statistieken
| Seizoen         | Competitie      | Wedstrijden | Kaarten    | Kaarten                                    | Kaarten     |
| Seizoen         | Competitie      | Wedstrijden | Kreeg geel | Kreeg voor de tweede keer geel en dus rood | Weggestuurd |
| --------------- | --------------- | ----------- | ---------- | ------------------------------------------ | ----------- |
| 2004/05         | Liga MX         | 2           | 7          | 1                                          | 1           |
| 2005/06         | Liga MX         | 8           | 30         | 4                                          | 2           |
| 2006/07         | Liga MX         | 9           | 54         | 3                                          | 4           |
| 2007/08         | Liga MX         | 23          | 103        | 6                                          | 7           |
| 2008/09         | Liga MX         | 24          | 81         | 5                                          | 6           |
| 2009/10         | Liga MX         | 11          | 46         | 7                                          | 3           |
| 2010/11         | Liga MX         | 26          | 78         | 3                                          | 15          |
| 2011/12         | Liga MX         | 24          | 70         | 7                                          | 8           |
| 2012/13         | Liga MX         | 26          | 77         | 5                                          | 2           |
| 2013/14         | Liga MX         | 15          | 36         | 5                                          | 1           |
| 2014/15         | Liga MX         | 18          | 66         | 1                                          | 3           |
| 2015/16         | Liga MX         | 18          | 62         | 4                                          | 8           |
| Carrière totaal | Carrière totaal | 204         | 710        | 51                                         | 60          |